# サミソニ・フィナウ
サミソニ・フィナウ（Samisoni Fisilau、1987年11月29日 - ）は、トンガのラグビー選手。

## プロフィール
- トンガ・トンガタプ島出身[1]。
- ポジションはスクラムハーフ(SH)。
- 身長 183cm、体重 106kg
- トンガ代表キャップは19(2025年4月現在）でラグビーワールドカップ2011・ラグビーワールドカップ2015・ラグビーワールドカップ2019のトンガ代表に選ばれた[2]。

## 略歴
カウンティーズ・マヌカウ、ノースランド、ベイ・オブ・プレンティ、ハリケーンズ、オークランドを経て、2015年、ジャージー・レッズに加入。